# كينيث راش
كينيث راش (بالإنجليزية: Kenneth Rush)‏ (و. 1910 – 1994 م) هو دبلوماسي، وأستاذ جامعي، ومحامي أمريكي، ولد في والا والا، واشنطن، كان عضوًا في الحزب الجمهوري، توفي في دلراي بيتش، عن عمر يناهز 84 عاماً.

## مناصب
تولى منصب نائب وزير خارجية الولايات المتحدة ‏
- سفير

.

## روابط خارجية
- كينيث راش على موقع مونزينجر (الألمانية)
- كينيث راش على موقع إن إن دي بي (الإنجليزية)